# Juegos del Pacífico Sur 2007
Los Juegos del Pacífico Sur 2007 fueron la XII (13º) edición del mayor evento multideportivo de Oceanía. Se celebraron en Apia, Samoa y fueron los últimos en recibir el nombre de Juegos del Pacífico Sur, ya que desde 2011 comenzaron a llamarse Juegos del Pacífico.

## Países participantes
Apia 2007 fue compuesto por los 22 países que acostumbran formar parte de los Juegos del Pacífico:
| - Fiyi - Guam - Islas Cook - Islas Marianas del Norte - Islas Marshall - Islas Salomón - Kiribati - Micronesia - Nauru - Niue - Isla Norfolk | - Nueva Caledonia - Palaos - Papúa Nueva Guinea - Samoa - Samoa Americana - Tahití - Tonga - Tokelau - Tuvalu - Vanuatu - Wallis y Futuna |

## Deportes
En total se disputaron medallas en 31 disciplinas:
| - Atletismo - Bádminton - Béisbol - Boxeo - Bowls - Críquet - Culturismo - Fútbol - Golf - Hockey - Judo - Lucha - Natación - Navegación a vela - Netball - Piragüismo | - Potencia - Rugby nine - Rugby seven - Rugby touch - Taekwondo - Tiro con arco - Tiro deportivo - Tenis - Tenis de mesa - Triatlón - Sóftbol - Squash - Surf - Vóley - Vóley playa |

## Medallero

Bandera representativa de Nueva Caledonia, el país más laureado, en la competición.

| Núm. | País                     | Oro | Plata | Bronce | Total |
| ---- | ------------------------ | --- | ----- | ------ | ----- |
| 1    | Nueva Caledonia          | 90  | 69    | 68     | 277   |
| 2    | Tahití                   | 44  | 43    | 31     | 118   |
| 3    | Samoa                    | 43  | 33    | 50     | 126   |
| 4    | Fiyi                     | 39  | 54    | 43     | 136   |
| 5    | Papúa Nueva Guinea       | 38  | 24    | 32     | 94    |
| 6    | Nauru                    | 15  | 9     | 12     | 36    |
| 7    | Palaos                   | 9   | 4     | 3      | 16    |
| 8    | Micronesia               | 6   | 6     | 1      | 13    |
| 9    | Islas Cook               | 5   | 9     | 8      | 22    |
| 10   | Tonga                    | 3   | 14    | 10     | 27    |
| 11   | Samoa Americana          | 3   | 8     | 11     | 22    |
| 12   | Tokelau                  | 3   | 1     | 1      | 5     |
| 13   | Wallis y Futuna          | 3   | 0     | 1      | 4     |
| 14   | Vanuatu                  | 2   | 1     | 9      | 12    |
| 15   | Islas Salomón            | 1   | 12    | 14     | 27    |
| 16   | Guam                     | 1   | 2     | 17     | 10    |
| 17   | Kiribati                 | 0   | 4     | 2      | 6     |
| 18   | Islas Marshall           | 0   | 1     | 1      | 2     |
| 18   | Niue                     | 0   | 1     | 1      | 2     |
| 18   | Tuvalu                   | 0   | 1     | 1      | 2     |
| 21   | Isla Norfolk             | 0   | 1     | 0      | 1     |
| 22   | Islas Marianas del Norte | 0   | 0     | 0      | 0     |